# Belga (Zigarettenmarke)

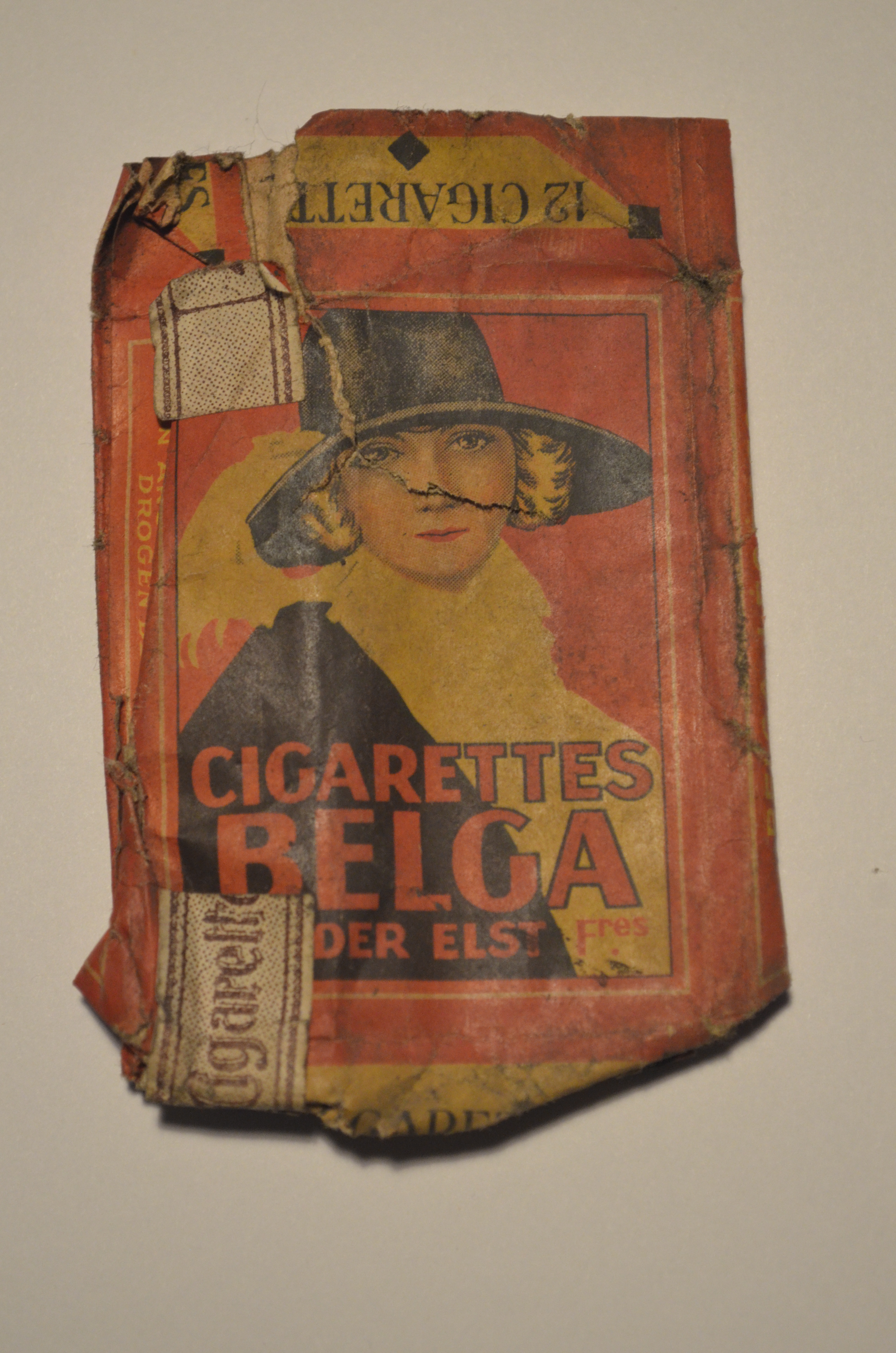
Belga-Zigaretten

Belga war eine belgische Zigarettenmarke, die von British American Tobacco produziert wurde.

## Geschichte
Die Marke wurde 1923 von den Tabakhändlern Alphonse und François Vander Elst gegründet. Nach dem Ende des Ersten Weltkriegs wollten Alphonse und François Vander Elst eine Marke auf den Markt bringen, auf die die Belgier stolz sein konnten. Die neue Marke wurde nach der damaligen Währung Belga benannt, was auch genau dem Preis einer Packung entsprach. Darüber hinaus wurde der Markenname in den Farben der belgischen Trikolore verziert, um die patriotischen Gefühle der Bürger anzusprechen. Bald entwickelte sich Belga zur beliebtesten Marke Belgiens. 1941 wurde die Marke nach der deutschen Besetzung Belgiens im Zweiten Weltkrieg wegen ihres patriotischen Charakters für einige Jahre vom Markt genommen.
Die Marke war bekannt für ihr von Leo Marfurt entworfenes ikonisches Porträt einer Dame mit gelbem Schal und schwarzem Hut mit gelber Feder vor rotem Hintergrund. Die Antwerpenerin Paula Colfs-Bollaert war das Vorbild für diesen Entwurf. Werbeplakate zeigten immer eine rauchende Frau: Der amerikanische Illustrator Lawrence Sterne Stevens schuf 1930 das bekannte Plakat mit Netta Duchâteau als Flapper.
Im Jahr 1990 wurde der Frauenkopf von den Packungen entfernt, aber später in einer modifizierten Form im Jahr 2005 wieder eingeführt.
2004 schloss die Zigarettenfabrik Tabacofina-Vander Elst in Merksem, Antwerpen ihre Türen und verlagerte die Produktion in die Niederlande.
Im Juni 2014 wurde angekündigt, dass die Marke aus den Regalen verschwinden und durch Lucky Strike ersetzt werden würde.
Hauptmarkt war Belgien. Weitere Abnehmer waren Luxemburg, die Niederlande und Spanien.